# 251

Gotische invasie (250 - 251)

Het jaar 251 is het 51e jaar in de 3e eeuw volgens de christelijke jaartelling.

## Gebeurtenissen

### Italië
- 5 februari - Agatha van Sicilië bezwijkt aan de martelingen die ze heeft ondergaan in het kader van de Christenvervolging.
- In het Romeinse Rijk breekt een epidemie uit, Hostilianus is een van de slachtoffers die bezwijkt aan de pokken. Keizer Gallus benoemt zijn zoon Volusianus tot Augustus (keizer).
- Paus Cornelius (251 - 253) volgt Fabianus op als de 21e paus van de Katholieke Kerk. Onder zijn bewind verscherpt Gallus de christenvervolgingen.

### Balkan
- 1 juli - Slag bij Abrittus: De Goten verslaan het Romeinse leger (3 legioenen) bij de Dobroedzja in Moesië. Keizer Decius en zijn zoon Herennius Etruscus sneuvelen in de veldslag.
- Trebonianus Gallus wordt door de Donau-legioenen uitgeroepen tot keizer van Rome. Hij adopteert Hostilianus, de tweede zoon van Decius, en erkent hem als medekeizer.
- Gallus sluit een verdrag met de Goten en Vandalen, hij moet hen een jaarlijkse schatting betalen om de vrede te handhaven.

## Geboren
- Antonius de Grote, christelijke heilige en kluizenaar (overleden 356)

## Overleden
- 5 februari - Agatha van Sicilië (26), maagd en martelares
- 1 juli - Gaius Messius Quintus Decius (50), keizer van het Romeinse Keizerrijk
- Herennius Etruscus (24), medekeizer van het Romeinse Keizerrijk
- Hostilianus, medekeizer en zoon van Trajanus Decius
- Sima Yi (72), Chinees veldheer en staatsman